# Dečje novine
Dečje novine (în sârbă Дечје новине; în traducere Ziarul copiilor) a fost o editură cu sediul în Gornji Milanovac. Ea este cunoscută drept principala editură de benzi desenate din fosta Iugoslavie, dar a publicat, de asemenea, cărți, reviste și albume de autocolante. Editura a avut dreptul exclusiv de a publica benzile desenate ale lui Walt Disney în Iugoslavia și a publicat cărțile de benzi desenate ale companiilor DC Comics și Marvel Comics.
Dečje novine a fost fondată în 1956 de către Srećko Jovanović. A început să aibă probleme financiare odată cu izbucnirea Războiului din Iugoslavia și prăbușirea statului la începutul anilor 1990. Agonia editurii Dečje novine a durat până la începutul secolului al XXI-lea, când au fost vândute activele rămase pentru a fi plătiți numeroșii creditori.

## Principalele publicații
- Dečje novine (revistă pentru școlari, având în special un conținut dedicat elevilor din clasele mai mari)
- Tik-Tak (revistă pentru școlari, adresată celor cu vârste mai mici)
- Zeka (revistă pentru școlari, adresată celor cu vârste mai mici)
- Eks almanah (revistă de benzi desenate, conținea o mare varietate de benzi desenate în fiecare număr)
- Yu strip, ulterior Yu strip magazin (a publicat exclusiv benzi desenate ale autorilor naționali)
- Gigant (revistă de benzi desenate)
- Nikad robom (revistă de benzi desenate)
- Džuboks (revistă de muzică)
- Moment (revistă de media vizuală)
- Venac (revistă culturală și literară)